# Плоске (Казахстан)
Пло́ске (каз. Плоское) — село у складі Кизилжарського району Північноказахстанської області Казахстану. Входить до складу Асановського сільського округу.
Населення — 144 особи (2021; 240 у 2009, 460 у 1999, 500 у 1989).
Національний склад станом на 1989 рік:
- росіяни — 64 %.